# Мурзак-кобинская культура
Мурзак-кобинская культура — археологическая культура эпохи мезолита горного Крыма. Сменила шан-кобинскую и свидерскую позднепалеолитические культуры. Памятники Крыма (Сюрень-2 слой 2 и Буран-Кая слой 4).

## Описание
Эпонимичной достопримечательностью мурзак-кобинских памятников Крыма является стоянка под навесом Мурзак-Коба, расположенная в Чернореченском каньоне вблизи села Черноречье в долине реки Чёрная.
На Керченском полуострове памятники мурзак-кобинской культуры несколько имеют черты кукрекской культуры.
Была современной с кукрекской культурой степей Крыма и Причерноморья. Памятников кукрекской культуры даже больше в крымских горах чем мурзак-кобинской.
Мурзак-кобинские памятники неоднородны и принадлежат двум традициям:
- первая характеризуется отсутствием или незначительным количеством трапеций, вместо которых встречаются острия (IV-й и II-й слои Фатьма-Коба);
- вторая характеризуется широким распространением трапеций (III слой Фатьма-Коба).

Обе культуры находят параллель в тарденуазской культуре, к которой близка мурзак-кобинская.

## Стоянки
Численность стоянок мурзак-кобинской культуры заметно возросла по сравнению с предыдущей шан-кобинской культурой до примерно 20.
Открыты также три захоронения этого времени (Мурзак-Коба, Фатьма-Коба), являющиеся первыми с поздней среднекаменной эпохи. Преимущественно стоянки размещены в навесах и гротах, хотя известны и открытые местонахождения.
Самые полные комплексы мурзак-кобинской культуры обнаружены в гротах Мурзак-Коба, Фатьма-Коба (слои 2-4), Шан-Коба (слоя 2-3), Кара-Коба, Замиль-Коба-1 (1-й верхний слой), −2, Алимов Навес-I (2-й слой), Кара-Коба, Шан-Коба (1-й слой), Аджи-Коба-III, Ласпи-VII, Кореиз-III, Киль-Бурун, Фронтовое-I и других, а также в скоплении черепков под скалой на стоянке Ласпи-7.
Вероятно к финальной стадии культуры относится VII-й слой навеса Таш-Аир-I.

## Изделия
Микролиты тарденуазского типа: скребки, резцы, ножевидные пластинки, геометрические микролиты. От предыдущей шан-кобинской культуры отличается число сегментов, которое резко уменьшается, и, наоборот, растет число трапеций, резцово-скребковый показатель падает, он близок к единице (0,7), увеличивается число скребков на сколах.
Важной чертой мурзак-кобинских памятников является большая численность (более 20 %) пластинок с выемками, а среди костяных изделий распространены многозубые гарпуны «Крымского» типа. Более половины орудий изготовлены из пластинок. Пластинно-сколовый показатель— 1,9.
Костяные орудия и кости животных барана, кабана, благородного оленя, кота, медведя. Среди костяных орудий многозубые гарпуны, шила проколки, наконечники стрел, иглы с ушком, подвески, лощила и прочее.

## Хозяйство
Занятием населения были охота и собирательство. Обнаружены кости современных видов животных, много ракушек улиток.
Также население ловило речную рыбу, о чём свидетельствуют многочисленные находки костей крупной рыбы в пещере Мурзак-Коба — черноморского лосося, вырезуба, рыбца, судака, сома (по размеру грудного плавника некоторые сомы достигали 170 сантиметров в длину).
Среди найденных в пещере костей свиней до 70 % принадлежали молодняку. А большое число костей молодых животных, как принято считать, является признаком одомашнивания животных. Из домашних животных известна собака.

## Захоронение
Возраст мужчины составлял 40-45 лет, женщина была значительно моложе — 20-25 лет. Покойники лежали в вытянутом положении на спине в неглубокой яме головами на восток.
Для захоронения в Мурзак-Коба не копали могилу, а засыпали тела камнями. Позже диким животным удалось раскопать захоронение и, возможно, повредить труп мужчины. После этого люди дополнительно заложили могилу ещё несколькими рядами камня и засыпали землей.
Антропологически погребенные принадлежали к длинноголовому и широколицему позднему кроманьонскому типу. На обеих руках женского скелета две последние фаланги Мизинцев были ампутированы ещё в детстве. Этот факт свидетельствует о существовании в мезолите Крыма обряда отсечения пальцев, который ещё до недавнего времени встречался у отсталых народов — бушменов, аборигенов Австралии и т. д. Скелеты с ампутированными последними фалангами на одном или нескольких пальцах находили в Европе в Пиринеях, но именно находка в Мурзак-Коба позволила утверждать, что это было умышленное искажение, а не медицинская операция. Правая рука мужчины заходит под левую руку женщины, что свидетельствует, о том, что погребение было одновременным. В черепе мужчины найден застрявший кусок кремня, что вероятно свидетельствует о том, что он погиб насильственной смертью. Эти два обстоятельства дают повод сделать предположение о ритуальном убийстве молодой женщины.
К мурзак-кобинской культуре также относится захоронение обнаруженное в гроте Фатьма-Коба, отличающееся от мурзак-кобинских антропологически и характером захоронения. Его относят к средиземноморскому типу.

## Происхождение
Мурзак-кобинская культура принадлежит двум разным группам населения, которые жили не смешиваясь на одной и той же территории на протяжении многих столетий. Вероятна генетическая связь между этой культурой и предыдущей шан-кобинской с притоком носителей тарденуазской культуры.